# Kawasaki Ki-61
Kawasaki Ki-61 Hien (japonsky: 飛燕, Vlaštovka) byl japonský jednomotorový stíhací letoun užívaný ve druhé světové válce. V japonské armádě dostal typ označení stíhací letoun typ 3 (三式戦闘機, Sanšiki sentóki). Spojenecké kódové jméno Ki-61 bylo Tony. Šlo o jediný japonský sériově vyráběný stíhací letoun s motorem chlazeným kapalinou.

## Vznik
V únoru 1940 získala společnost Kawasaki objednávky na stavbu prototypů dvou stíhacích letounů s řadovými leteckými pohonnými jednotkami. Jednalo se o čistě stíhací letoun Ki-60 a víceúčelový stíhací letoun Ki-61 s odlišným křídlem. Díky menšímu čelnímu odporu mohly nést silnější výzbroj než doposud vyráběné japonské typy s hvězdicovými motory. V dubnu 1940 Japonci v Německu získali práva na licenční výrobu vidlicového dvanáctiválce Daimler-Benz DB 601A společně s výrobní dokumentací a vzorovými kusy. Tři z nich byly instalovány v prototypech Ki-60.
První prototyp Ki-60 nesplnil očekávání, především kvůli vysoké přistávací rychlosti a nízké maximální rychlosti. Zlepšení výkonů se očekávalo od odlehčeného druhého a třetího prototypu se zvětšeným křídlem a upraveným krytem motoru. První a druhý prototyp nesly hlavňovou výzbroj složenou z dvojice kanónů Mauser MG 151 ráže 20 mm v křídle a dvou kulometů Ho-103 ráže 12,7 mm instalovanými nad motorem. Třetí prototyp byl vyzbrojen pouze kulomety.
Na licenční výrobu DB 601A se připravoval závod Kawasaki v Akaši, odkud byl první vyrobený exemplář v Japonsku vyrobeného motoru Kawasaki Ha-40 předán k testům v červenci 1941. Ještě před koncem roku byl tento motor o vzletovém výkonu 876 kW přijat armádním letectvem jako „armádní letecký motor typ 2“.

## Vývoj

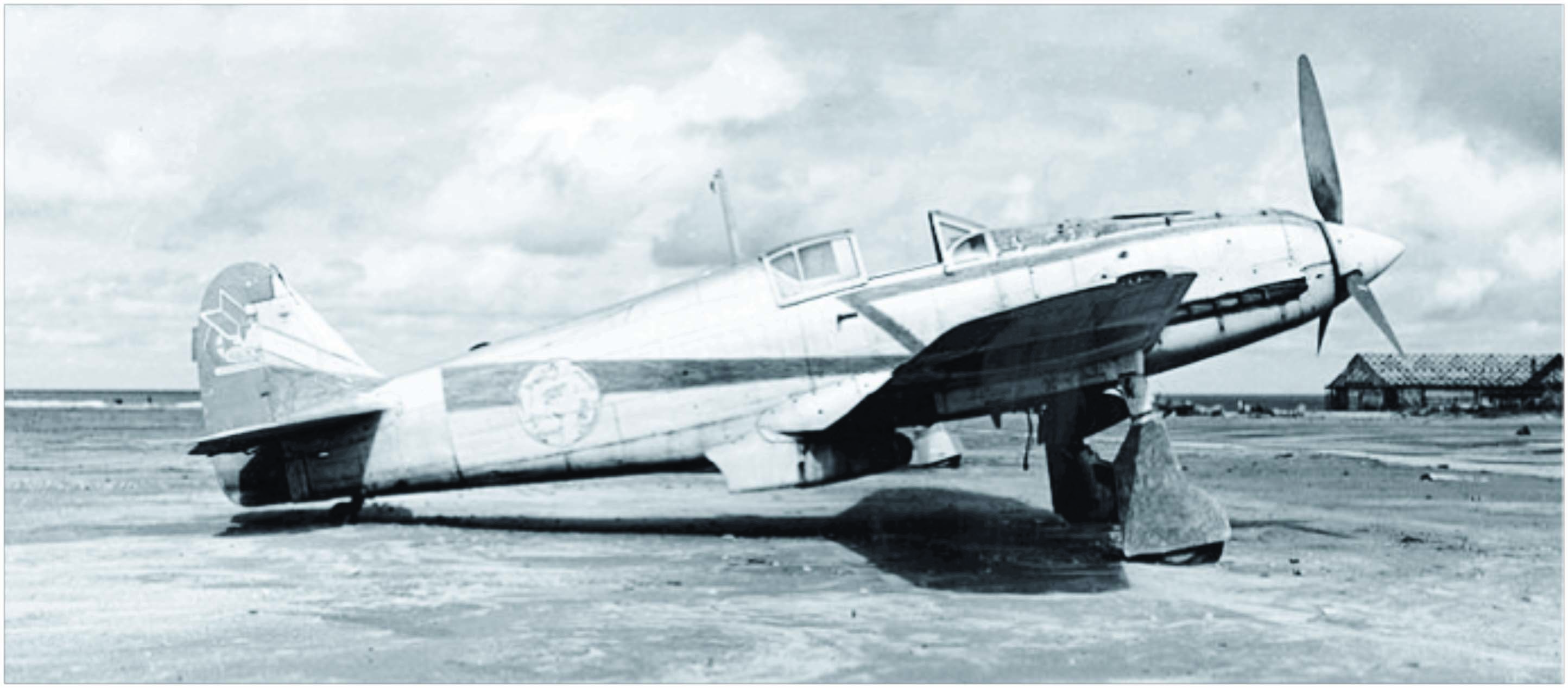
Kawasaki Ki-61 Hien ve Fukuoce, 1945

Velmi podobný letoun Ki-61 byl vybaven křídlem s větším rozpětím a prodlouženým trupem. Pohon již zajišťoval licenční motor Ha-40.
První prototyp Ki-61 vzlétl v prosinci roku 1941 na letišti v Kagamigahaře a zahájil tak zkoušky dalších dvanácti prototypů a ověřovacích letounů, vyrobených na začátku roku 1942.
Letouny dosahovaly maximální rychlosti 590 km/h, přestože byly vybaveny 13 mm pancířem za zády a hlavou pilota, samosvornými obaly palivových nádrží a kulomety Ho-103. V průběhu roku 1942 byly provedeny srovnávací zkoušky a simulované souboje s typy Nakadžima Ki-43, Nakadžima Ki-44, Messerschmitt Bf 109E, Curtiss P-40 Warhawk a Lavočkin LaGG-3, které v úhrnu prokázaly vyšší kvality Ki-61.

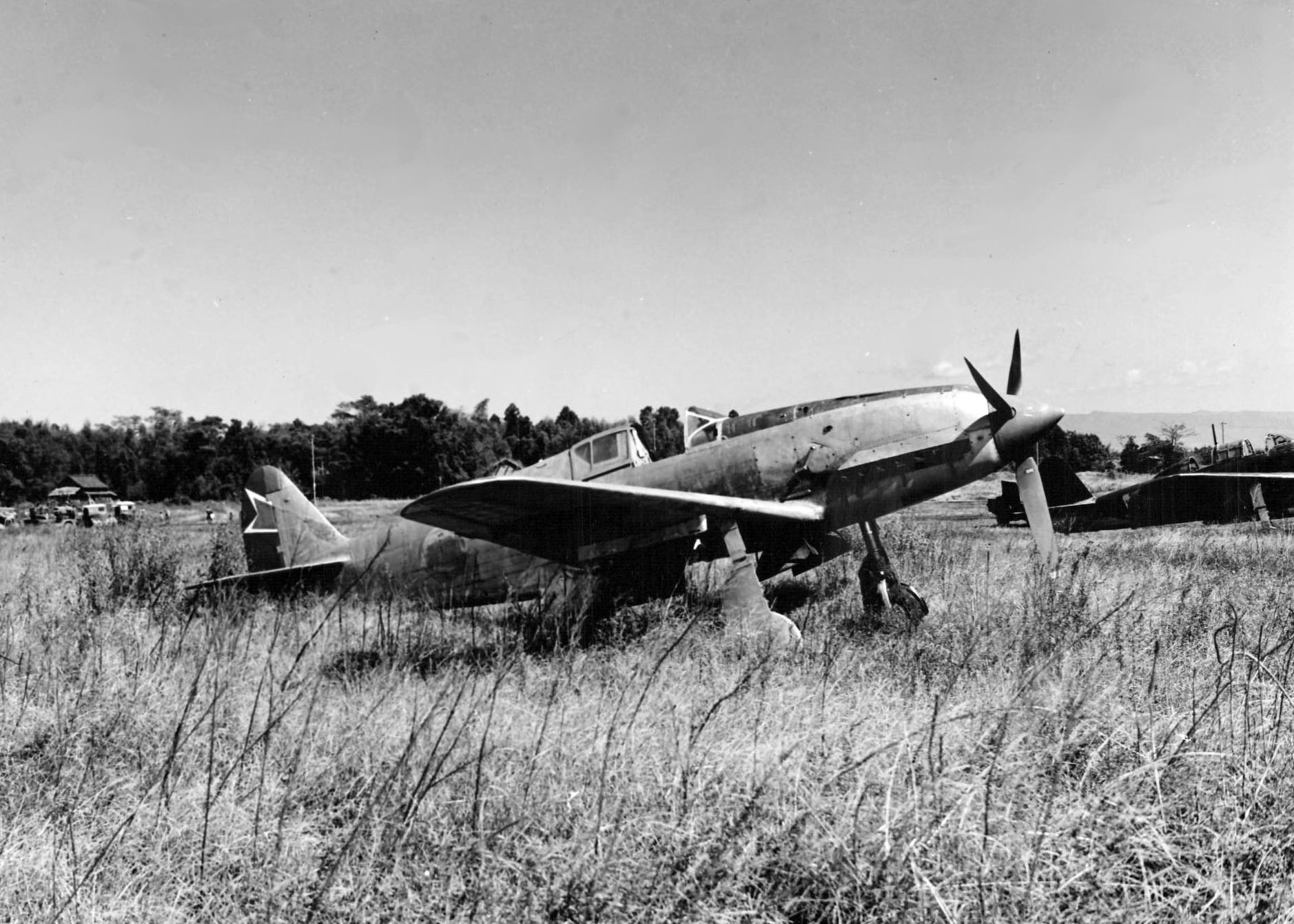
Kawasaki Ki-61 na letišti Kengun, 1945

Sériová výroba Ki-61 se pozvolna rozbíhala již od srpna 1942, přičemž sériové letouny se od prototypů odlišovaly rozšířeným prosklením kokpitu. Z výroby souběžně vycházely verze Ki-61-Ia, které nesly kromě trupových kulometů ještě dva kulomety typ 89 ráže 7,7 mm v křídle a Ki-61-Ib, které měly v křídle zabudované kulomety Ho-103. Na dva závěsníky pod křídlem mohla být zavěšena přídavná nádrž o kapacitě 200 l, nebo letecká puma s hmotností 250 kg. Ki-61 pozdějších výrobních sérií byly vybaveny pevným ostruhovým kolečkem.
Na podzim roku 1943 byla zesílena hlavňová výzbroj montáží německých kanónů MG 151 do křídla a takto upravené letouny nesly označení Ki-61-Ic. Vyznačovaly se okrouhlými výstupky na ploše křídla, kryjícími závěry kanónů s dlouhou hlavní.

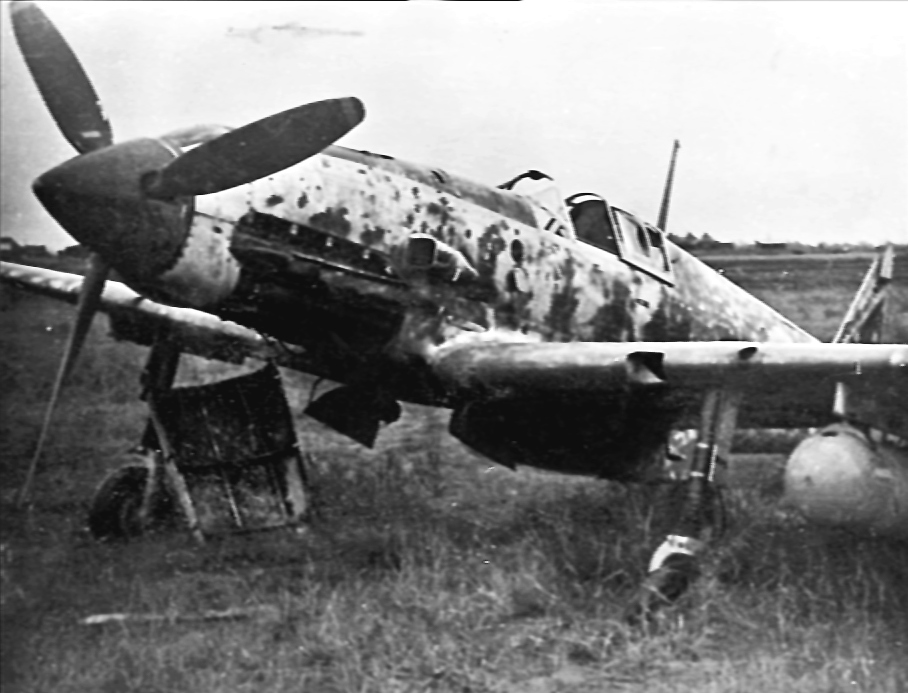
Kawasaki Ki-61 na letišti Clark Field, Luzon, 1945

Na přelomu let 1943/44 byly některé konstrukční prvky draku Ki-61 zjednodušeny, nosné části křídla byly zesíleny a zadní část trupu bylo možné od přední části bez problémů oddělit. Takto upravené stroje, vyzbrojené dvojicí kulometů Ho-103 v trupu a kanóny MG 151 v křídle, nesly označení Ki-61-I KAIc.
Podstatnější upravy byly zavedeny u modifikace Ki-61-I KAId, vyráběné souběžně s KAIc od ledna 1944. Trup v části před kabinou byl prodloužen pro připravovanou instalaci dvacetimilimetrových japonských kanónů Ho-5. Zatímco výroba KAIc byla ukončena v létě 1944, KAId byly produkovány do ledna roku 1945.
Již v průběhu roku 1943 konstruktér Takeo Doi se svým týmem pracoval na přizpůsobení Ki-61 pro zabudování pokročilejší modifikace pístového motoru Ha-40, výkonnějšího dvouřadového invertního dvanáctiválce Ha-140 o vzletovém výkonu 1119 kW. Tento výkon mohl být v bojových podmínkách krátkodobě zvýšen vstřikováním vody a metanolu do sání kompresoru. První prototyp Ki-61-II byl dohotoven v srpnu 1943 se štíhlejším křídlem, prodlouženou a štíhlejší přední částí trupu, zvětšenou svislou ocasní plochou a upraveným čelním štítkem kabiny s delším odsuvným překrytem. Prodloužen byl rovněž kryt sání vzduchu na levé straně krytu motoru s protiprachovými filtry.
Po dokončení osmého stroje Ki-61-II přišel pokyn k přepracování projektu na Ki-61-II KAI, který byl zalétán v dubnu 1944. Použito bylo původní křídlo z typu Ki-61-I KAI spojené s trupem Ki-61-II. Ze sériové výroby zahájené v září 1944 vycházely dvě subverze. Ki-61-II KAIa se dvěma kanóny Ho-5 ráže 20 mm v trupu a dvojicí kulometů ráže 12,7 mm v křídle a Ki-61-II KAIb se čtyřmi kanóny po párech v trupu a křídle.
Nekvalitní licenční výroba motorů Ha-40/140 vedla k montáži čtrnáctiválcového dvouhvězdicového motoru Micubiši Ha-112-II do draku Ki-61 Hien. Vznikl tak typ Kawasaki Ki-100.

## Nasazení
Japonské císařské armádní letectvo přijalo do výzbroje Ki-61 na konci roku 1942 a v únoru 1943 předalo 23. nezávislé peruti v Ótě první stroje.
Ki-61 si vysloužily respekt Spojenců v bojích nad Novou Guineou v dubnu 1943 (68 a 78. sentai), Filipínami, Tchaj-wanem a Okinawou. Tvořily součást výzbroje protivzdušné obrany Tokia (např. 244. sentai, 2. čútai), avšak na létající pevnosti B-29 nestačily.

## Uživatelé

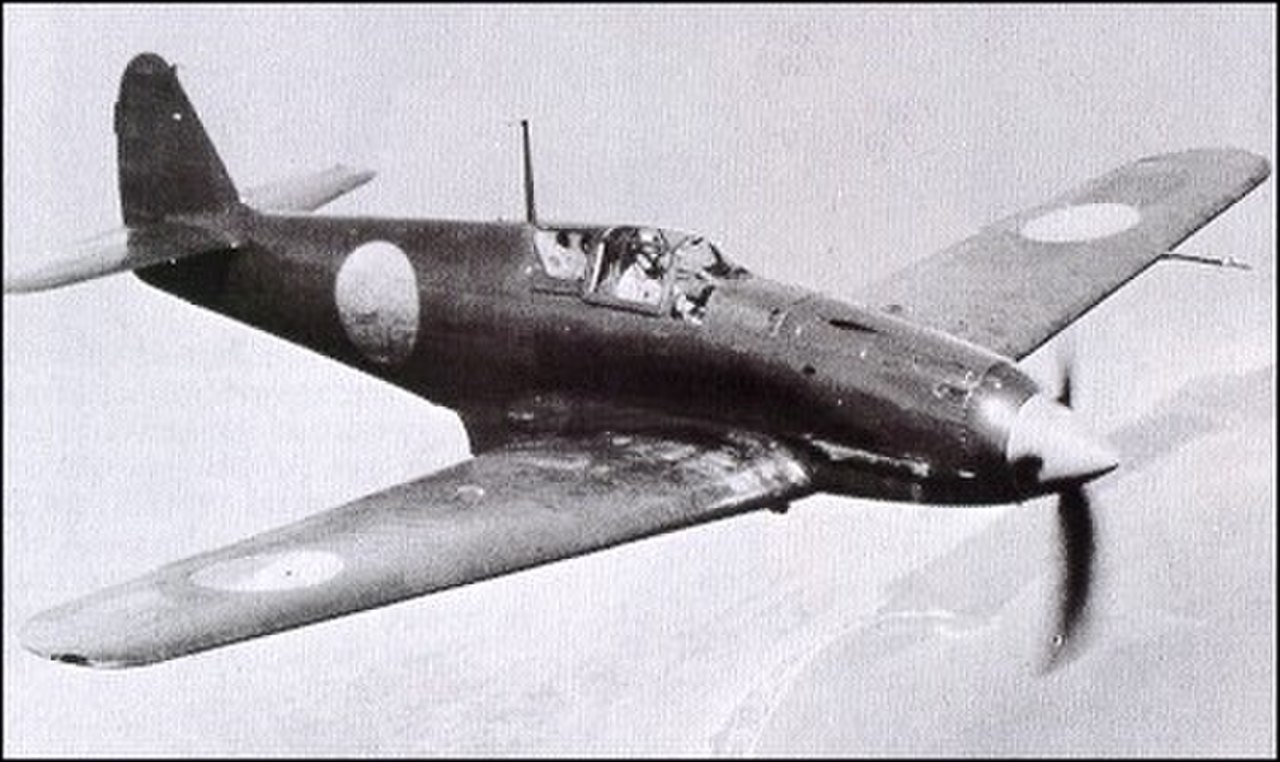
Kawasaki Ki-61

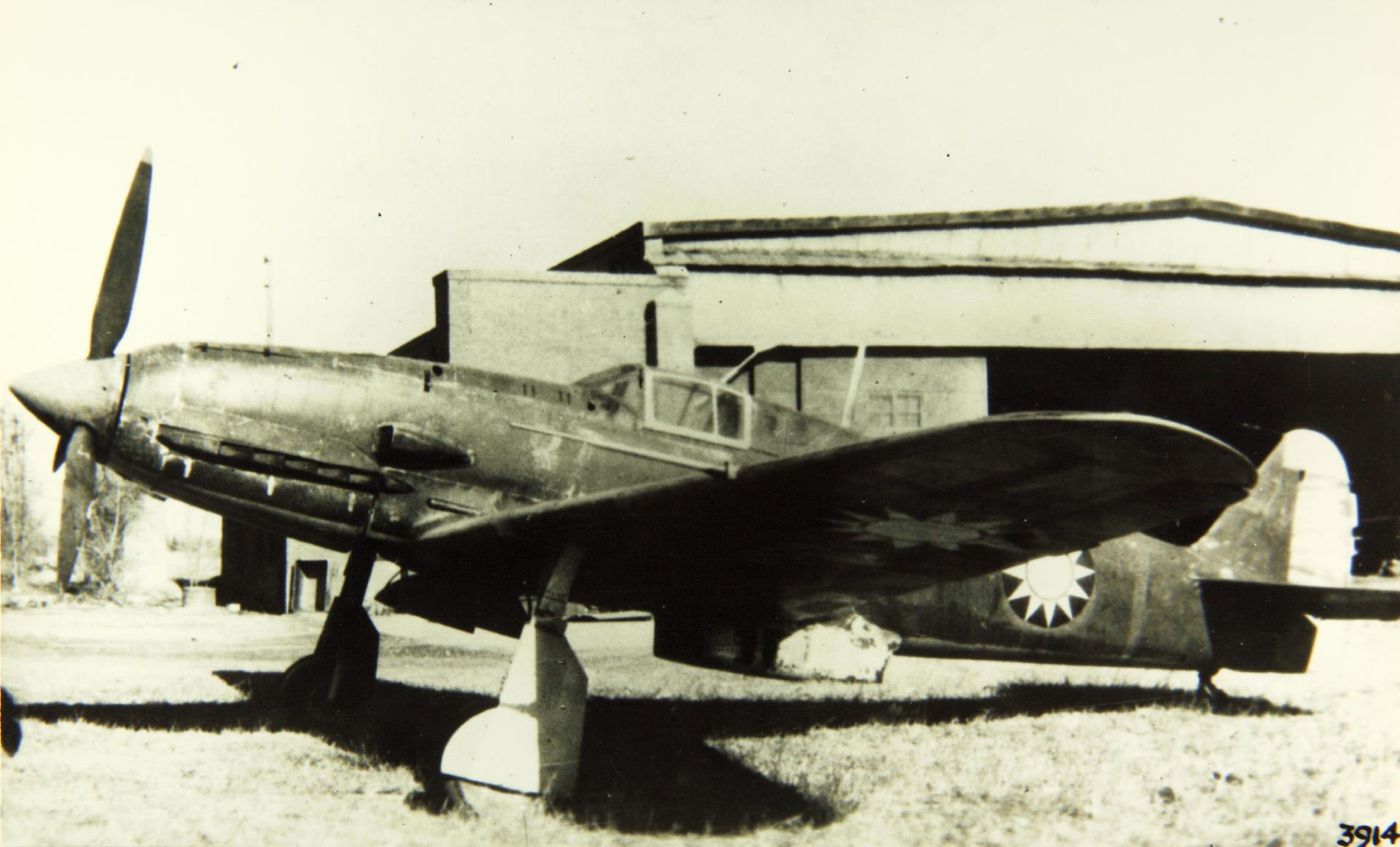
Kawasaki Ki-61 Čínské republiky

### Za druhé světové války
- Japonské císařství
  - Japonské císařské armádní letectvo

### Po válce
- Čínská republika
  - Letectvo Čínské republiky
- Čína
  - Letectvo Čínské lidové republiky
- Indonésie
  - Indonéské letectvo

## Popis konstrukce
Jednomístný jednomotorový stíhací samonosný dolnoplošník. Podvozek letounu záďový, zatahovací. Motor Kawasaki Ha-40 Typ 2, invertní vidlicový dvanáctiválec o výkonu 1175 k (864 kW). Výzbroj tvořily čtyři kulomety Ho-103 ráže 12,7 mm (dva synchronizované trupu, dva v křídle).

## Specifikace (Ki-61-Ib)
Údaje podle

### Technické údaje
- Osádka: 1 (pilot)
- Rozpětí: 12,00 m
- Délka: 8,75 m
- Výška: 3,70 m
- Nosná plocha: 20,00 m²
- Hmotnost prázdného letounu: 2210 kg
- Vzletová hmotnost: 2950 kg
- Maximální vzletová hmotnost: 3250 kg
- Pohonná jednotka: 1 × invertní dvanáctiválcový vidlicový motor Kawasaki Ha-40

### Výkony
- Max. rychlost: 592 km/h
- Cestovní rychlost v hladině 4000 m: 400 km/h
- Doba výstupu do výšky 5000 m: 5 min 31 sec
- Praktický dostup: 11 600 m
- Dolet bez/s příd. nádržemi: 1100 / 1600 km

### Výzbroj
- 2 × synchronizovaný kulomet Ho-103 ráže 12,7 mm v trupu
- 2 × nesynchronizovaný kulomet Ho-103 ráže 12,7 mm v křídle